# Rubus noveboracus
Rubus noveboracus är en rosväxtart som beskrevs av Liberty Hyde Bailey. Rubus noveboracus ingår i släktet rubusar, och familjen rosväxter. Inga underarter finns listade i Catalogue of Life.